# Clarillo
Le rio Clarillo est un cours d'eau de la  province de Cordillera dans la région métropolitaine de Santiago.

## Géographie
Il prend sa source dans la cordillère des Andes à environ 1 100 m d'altitude, et se jette dans le  Maipo près de la ville de Pirque. une grande partie du bassin hydraulique du rio se trouve dans le Parc national du rio Clarillo